# Hanöläge
Hanöläge är en ort runt hamnen på Hanö utanför Listerlandet i Mjällby socken i Sölvesborgs kommun i Blekinge.

## Administrativ historik
1960 avgränsade SCB en tätort med 217 invånare i orten. 1965 räknades orten inte längre som tätort.
1995 avgränsades en småort med 58 invånare i området. Vid avgränsningen år 2000 hade den fasta befolkningen minskat och småorten upplösts.

## Befolkningsutveckling
| Befolkningsutvecklingen i Hanö 1950–2010 | Befolkningsutvecklingen i Hanö 1950–2010 | Befolkningsutvecklingen i Hanö 1950–2010 | Befolkningsutvecklingen i Hanö 1950–2010 | Befolkningsutvecklingen i Hanö 1950–2010 |
| --- | ---------------------------------------- | ---------------------------------------- | ---------------------------------------- | ---------------------------------------- |
| |                                          |                                          |                                          |                                          |
| År |                                          |                                          | Folkmängd                                | Areal (ha)                               |
| 1950 | 1950                                     |                                          | 248                                      | ##                                       |
| 1960 | 1960                                     |                                          | 217                                      | 29                                       |
| 1990 | 1990                                     |                                          | 63                                       | 12##                                     |
| 1995 | 1995                                     |                                          | 58                                       | 12#                                      |
| Anm.: Upphörd som tätort 1965. Både tätorten och småorten hette Hanö. Ny småort 1995. Ej småort 2000. ## Som tätort/befolkningsagglomeration 1920–1950. # Som småort. ## Befolkningen 31 december 1990 inom det område som avgränsades som småort 1995. |                                          |                                          |                                          |                                          |